# Freddie Dixon
Freddie William Dixon, född 21 april 1892 i Stockton-on-Tees, grevskapet Durham, död 4 november 1956 i Reigate, Surrey, var en engelsk racerförare. 
Dixon var 1923–1932 en av Englands framgångsrikaste och skickligaste motorcykelförare inom sidvagnsklassen och övergick därefter till bilsporten, där han även vann en rad segrar i racer- och sportvagnstävlingar. Han var en av den dåtida engelska racersportens populäraste figurer. Han gjorde sig känd som en synnerligen skicklig trimmare av egna och andras vagnar och som en otroligt djärv och skicklig förare. Han vann Englands TT:s sidvagnsklass 1923 på Douglas och juniorklassen 1927 på HRD-Jap. Av hans mest betydande bilsegrar, vunna på hans specialbyggda Rileyvagnar, kan nämnas Brooklands 500 Miles Race 1934 och 1936 (1936 tillsammans med C.E.C. Martin), British Empire Trophy Race 1935 och Englands TT 1935 och 1936 (tillsammans med C.J.P. Dodson). Dixon tilldelades British Racing Drivers' Clubs Gold Star för banlopp 1934 och för landsvägslopp 1935.